# Jardim do Nêgo
O Jardim do Nêgo é um museu de escultura a céu aberto localizado no distrito de Campo do Coelho, na estrada RJ-130 (Estrada Friburgo-Teresópolis), no município brasileiro de Nova Friburgo. Criado pelo artista plástico Geraldo Simplício, conhecido como Nêgo, o espaço se destaca por suas impressionantes esculturas esculpidas diretamente nos barrancos de terra, integrando arte e natureza de maneira singular.

## História
O Jardim do Nêgo surgiu em 1981, quando o artista plástico Geraldo Simplício, conhecido como Nêgo, teve a inspiração de transformar os barrancos de terra de sua propriedade em esculturas monumentais. A ideia surgiu ao observar um barranco e visualizar nele a forma de uma mulher, que se tornou sua primeira obra esculpida diretamente no solo.
A partir desse momento, Nêgo passou a esculpir figuras humanas e animais de grandes proporções, algumas chegando a 10 metros de altura. O espaço cresceu ao longo dos anos, tornando-se um museu a céu aberto e um dos pontos turísticos mais visitados de Nova Friburgo. O jardim ocupa uma área de quase 30 mil metros quadrados, integrando suas esculturas à natureza local.

## Obras
As esculturas naturais do Jardim do Nêgo são moldadas diretamente na terra, utilizando uma técnica que mistura argila, pedra e areia. Após a modelagem, as obras são recobertas com uma camada de lama e abafadas com plástico para estimular o crescimento de musgo, que além de conferir um acabamento natural, protege as peças da erosão. O clima úmido da região favorece o desenvolvimento do musgo, que leva cerca de um ano para cobrir totalmente as esculturas.
Todas as escultura naturais, assim como as outras do Jardim foram feitas sem moldes ou ferramentas industriais. Nêgo esculpia tudo usando apenas suas mãos e ferramentas rudimentares.
Entre as obras destacam-se representações de retirantes nordestinos, animais como tartarugas e sapos, além de figuras femininas. Atualmente, o Jardim possui 17 esculturas de grande porte. Dentre elas estão: 
- Mulher: Foi a primeira escultura criada por Nêgo em 1981. Ao observar um barranco em seu sítio, o artista visualizou a forma de uma mulher na terra e decidiu esculpi-la, dando início à sua série de obras no local.[12]
- Índia Potira:  Retratada em um parto de cócoras, a Índia Potira é uma das mais admiradas pelos visitantes do jardim, sendo frequentemente fotografada e elogiada por seu realismo e grandeza. A escultura, cuja criação demandou cerca de dois anos de trabalho, simboliza a fertilidade, a força da mulher indígena e sua conexão com a terra. O nome "Potira" tem origem na língua tupi e significa "flor", um nome tradicionalmente associado a figuras indígenas na cultura brasileira. [13][14]

Além das esculturas, o Jardim do Nêgo conta com um pequeno museu inaugurado em julho de 2016. Nesse espaço, os visitantes podem apreciar obras em madeira e imagens que retratam a história do artista Geraldo Simplício. O museu também oferece uma visão detalhada do processo criativo do artista, apresentando o passo a passo da construção de algumas esculturas, desde a concepção inicial até as modificações realizadas ao longo do tempo, muitas vezes influenciadas por fatores naturais.

## Tragédia de 2011

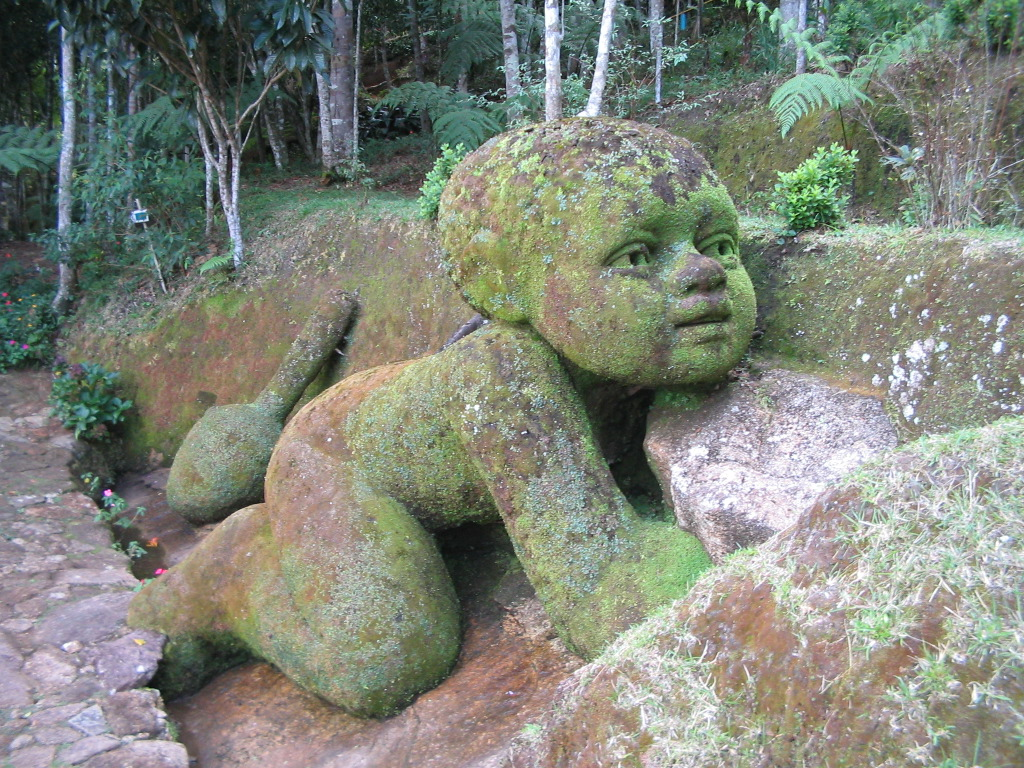
"Bebezão" sofreu danos durante a tragédia de 2011.

Em janeiro de 2011, o Jardim do Nêgo foi severamente afetado pela tragédia das chuvas na Região Serrana do Rio de Janeiro. O desastre natural, considerado um dos maiores da história do Brasil, causou deslizamentos de terra e destruição em diversas áreas de Nova Friburgo. Parte das esculturas foi soterrada, a vegetação do local sofreu grandes danos e a cabeça da escultura "Bebezão" foi destruída. O Jardim chegou a permanecer fechado por meses devido aos estragos. Apesar das perdas, o artista Geraldo Simplício mesmo estando em idade avançada dedicou-se à reconstrução do espaço, restaurando suas obras.

## Reconhecimento e Visitação
O Jardim do Nêgo tornou-se um ponto turístico de destaque em Nova Friburgo, atraindo visitantes de diversas partes do mundo. Em 2014, o jornal britânico The Guardian incluiu o jardim em uma lista de "tesouros escondidos do Brasil", ressaltando sua singularidade e beleza. O espaço está aberto à visitação diariamente, das 9h às 16h, com uma taxa de entrada para adultos, enquanto crianças até 12 anos têm acesso gratuito. Recebendo cerca de mil visitantes por mês, ao longo dos anos, o Jardim do Nêgo acumulou mais de 100 mil assinaturas em seu livro de visitas.

## Imagens

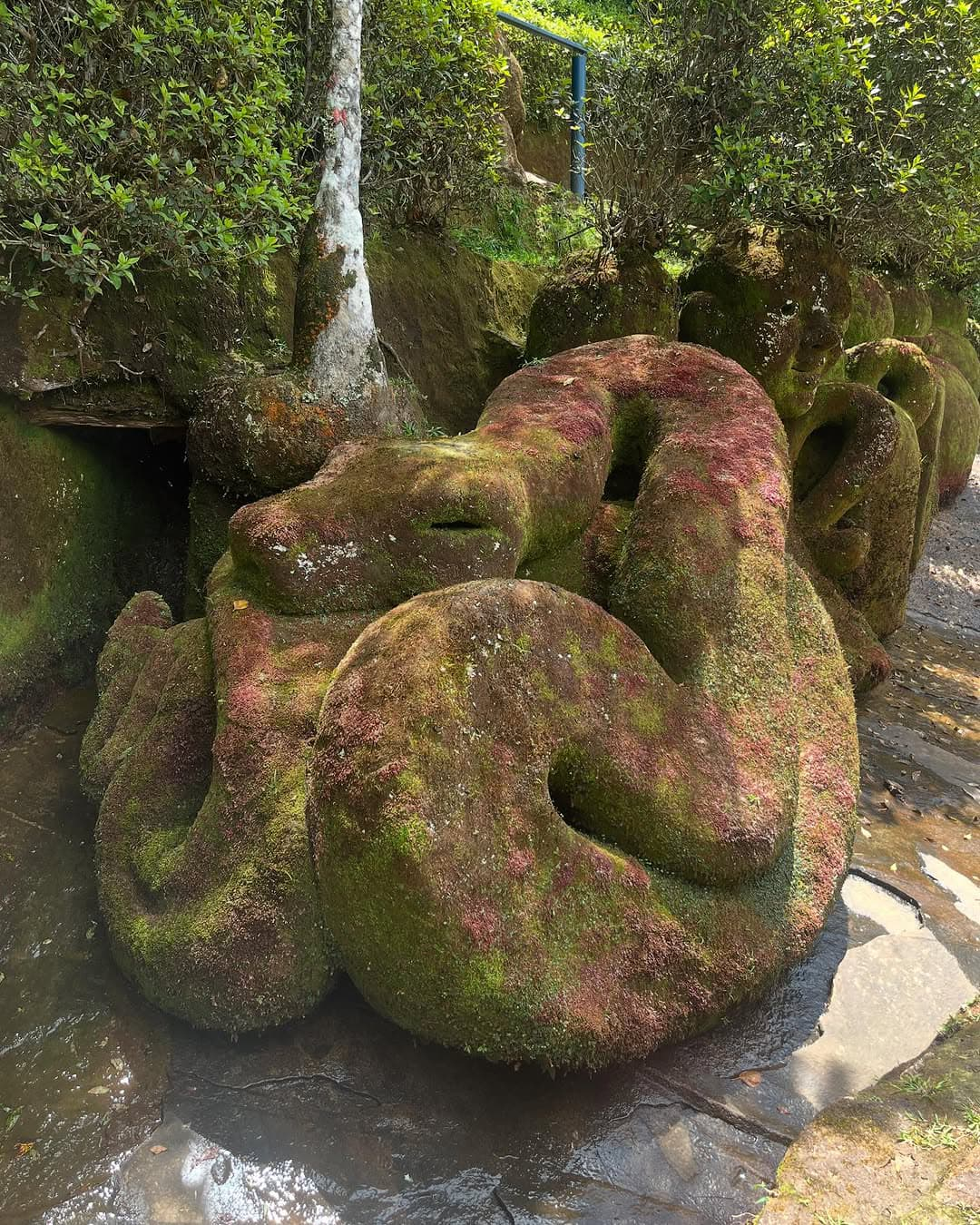
Escultura "A Cobra" no Jardim do Nêgo, uma das diversas representações de animais esculpidas nos barrancos de terra.
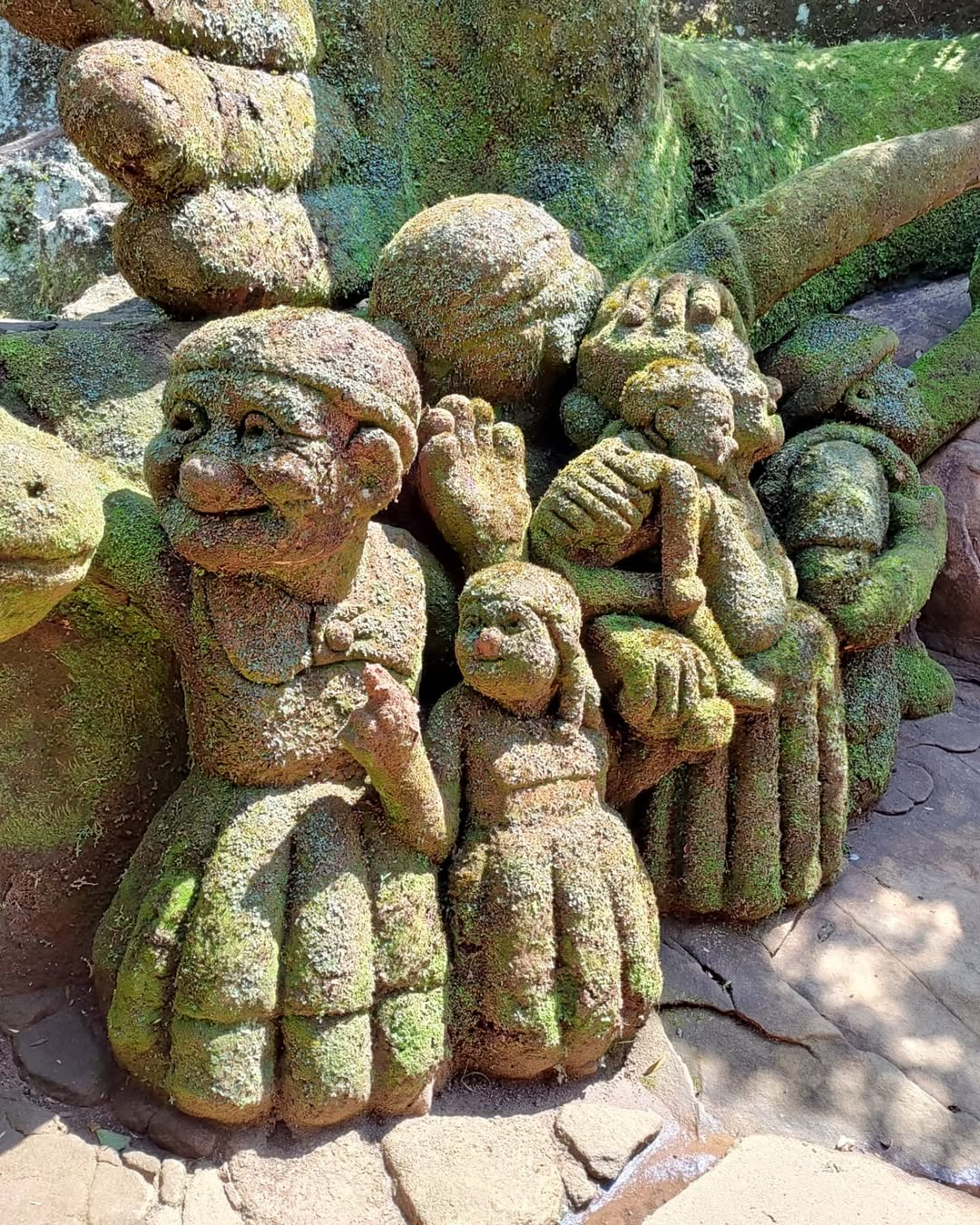
As esculturas de retirantes nordestinos são uma das marcas registradas do trabalho de Nêgo.
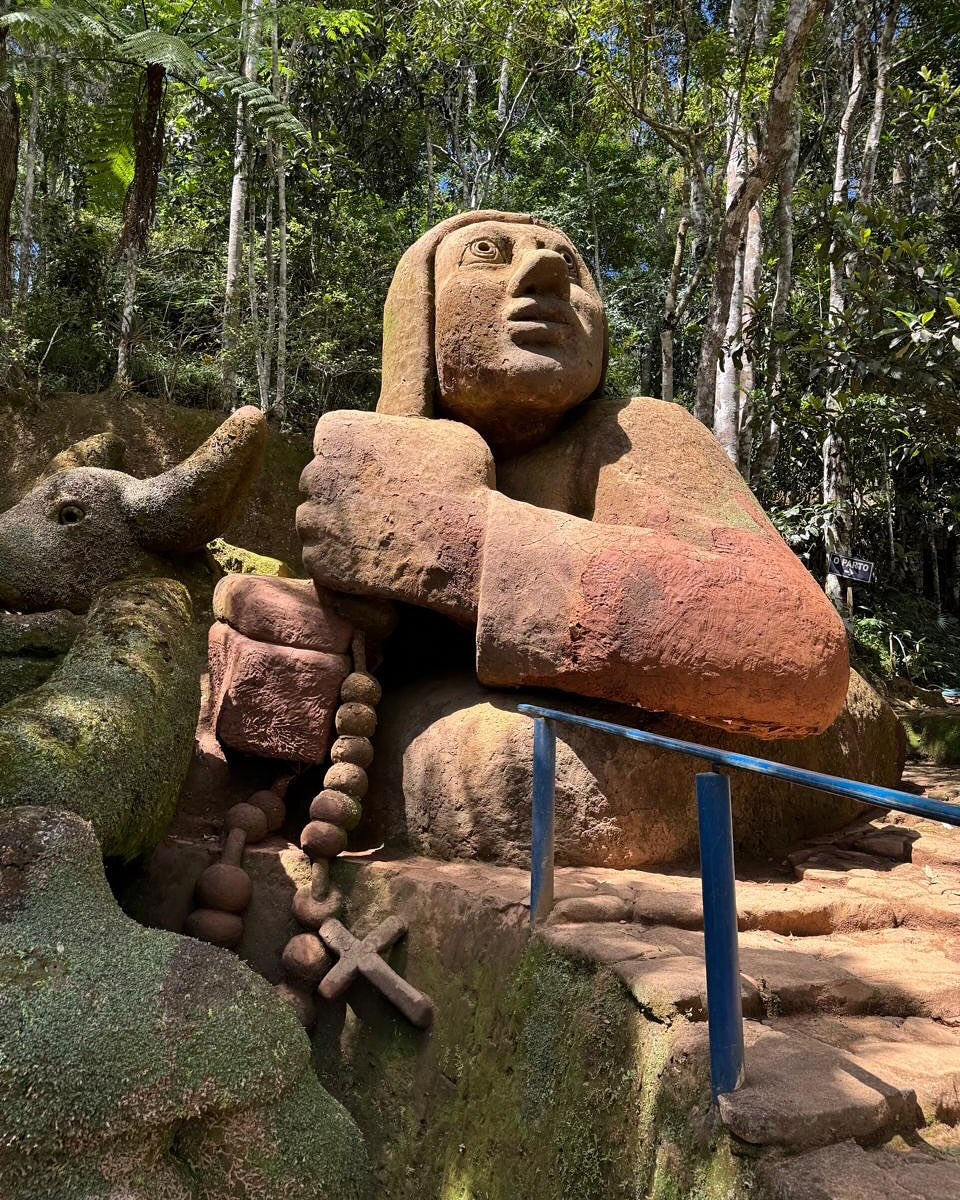
Representações religiosas e elementos ligados ao sagrado estão presentes em diversas esculturas do Jardim do Nêgo.
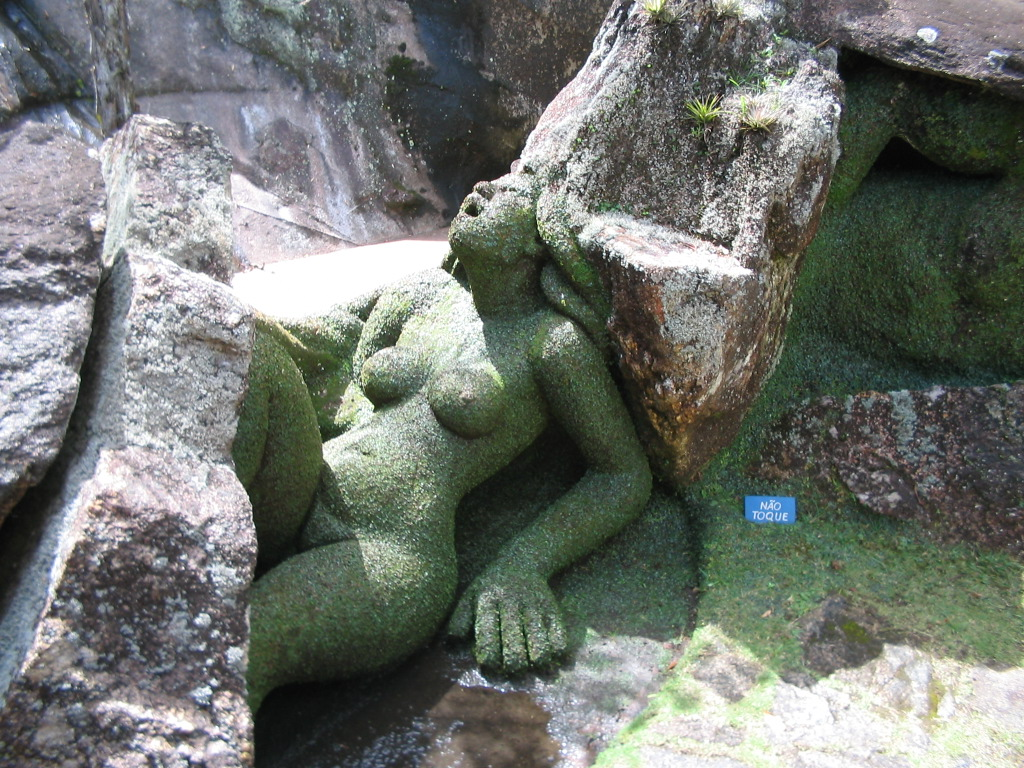
O primeiro trabalho em argila de Nêgo, de 1981. Uma das muitas representações de figuras humanas no local.
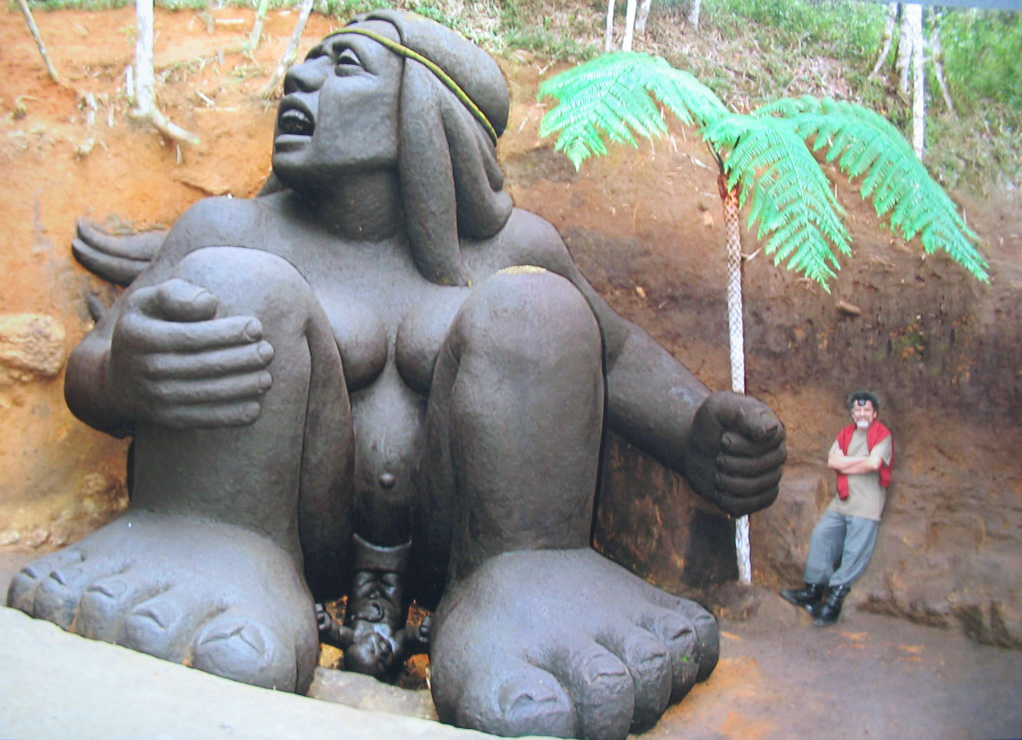
A escultura da Índia Potira, alcança mais de 10 metros de altura, destacando-se como uma das maiores obras do Jardim do Nêgo.